# .am
Pour les articles homonymes, voir AM.
.am est le domaine de premier niveau national (country code top level domain : ccTLD) réservé à l'Arménie.
En 2011, on compte 14 000 noms de domaines enregistrés.
.հայ (en arménien : հայ signifie « Arménien ») est également le domaine national internationalisé de premier niveau pour le pays, le seul nom domaine utilisant l'alphabet arménien.